# OTUB2
Ubiquitina tioesterase OTUB2 é uma enzima que, em humanos, é codificada pelo gene OTUB2.
Otubainas são proteases de cisteína desubiquitinantes (DUBs; consulte MIM 602519) que pertencem à superfamília de proteínas do tumor ovariano (OTU). Como outros DUBs, otubainas clivam proteínas precisamente na ligação da proteína ubiquitina (UB; veja MIM 191339).